# American International Building

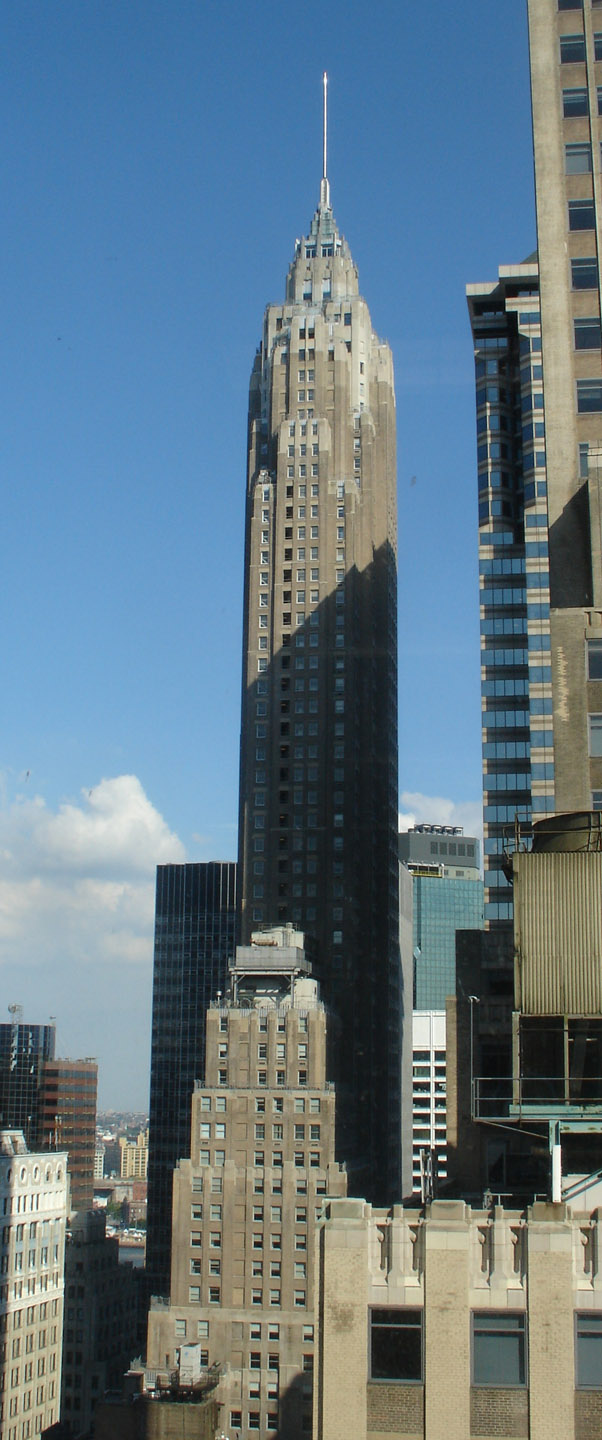
Vedere dinspre 14 Wall Street

American International Building este un zgârie-nori situat în New York City care numără 66 etaje și măsoară 290 m înălțime. A fost finisată în 1932, devenind cea mai înaltă clădire din lume. În urma atacurilor teroriste din 11 septembrie 2001, edificiul a revenit în clasamentul celor mai înalte 5 clădiri din New York City, ocupând în prezent poziția nr. 5. Este, de asemenea, a 16-a clădire ca înălțime din Statele Unite și, în 2006, a 39-a din lume.
Deseori, clădirea este numită American International. A fost în posesia Cities Service Company (CSC) și numită Cities Service Building, dar a fost vândută către American International Group (AIG), după care CSC și-a mutat sediul în Tulsa, Oklahoma. În timpul de față, clădirea aparține AIG, câteva oficii însă mai sunt ocupate de compania Cities Service.